# Veľké Slemence
Veľké Slemence (in ungherese Nagyszelmenc) è un comune della Slovacchia facente parte del distretto di Michalovce, nella regione di Košice. L'altra parte del villaggio, Mali Selmenci (Малі Селменці), è rimasto in Ucraina dopo la divisione nell'anno 1945. Si parla maggiormente la lingua ungherese.

## Storia
Nei documenti storici il villaggio è stato menzionato per la prima volta nel 1332. Prima del 1945 era un unico villaggio chiamato Szelmenc (tra il 1919 e il 1938 si chiamava Slemence). Dal 1919 al 1945, Szelmenc seguì le stesse vicende storiche della Rutenia subcarpatica. Fu ceduto per la prima volta alla Cecoslovacchia nel 1919, poi dopo il Primo Diktat Vienna nel 1938 tornò al Regno d'Ungheria, poi nuovamente, in seguito al trattato sovietico-cecoslovacco nel 1945, fu parzialmente ceduto all'Unione Sovietica insieme alla Rutenia subcarpatica. Il nuovo confine tra i due stati attraversava Szelmenc. La città fu divisa tra Slovacchia (2/3) e Ucraina (1/3) tagliandola in due parti: Veľké Slemence divenne parte della Slovacchia e Mali Selmenci (Малі Селменці) parte dell'Ucraina.
Nel 1946, una casa che si trovava esattamente sul confine fu demolita con tutti gli altri elementi sulla strada e fu installato un muro di palizzata alto 6 metri con torri di guardia e di pattugliamento di confine. Per i successivi 60 anni l'attraversamento tra le due parti venne proibito. Per incontrare i parenti dall'altra parte, i locali dovevano prima viaggiare per 13 km a Uzhgorod per i visti per la Cecoslovacchia. Se la loro domanda di visto, che richiedeva almeno due settimane, era approvata, avrebbero dovuto viaggiare per 80 km a sud fino al valico di frontiera più vicino, e poi rifare allo stesso modo 80 km per rientrare. Coloro che provavano a gridare da una parte all'altra venivano sanzionati da entrambe le parti. Ciò li portava a discutere e a inviare messaggi e notizie sotto forma di canzoni, cantate ad alta voce vicino al confine.
Dopo la caduta del comunismo e oltre un decennio di lotte con la burocrazia e la negligenza, nel 2005 fu istituito un posto di blocco di frontiera per i pedoni e i ciclisti sulla strada divisa. Fu inaugurato il 23 dicembre 2005, ponendo fine a 61 anni di divisione. Il 1º gennaio 2008 la Slovacchia aderì all'accordo di Schengen, con il conseguente inasprimento del passaggio tra le due Szelmence. I residenti di Mali Selmenci sono stati nuovamente costretti a recarsi a Uzhgorod per richiedere all'ufficio consolare slovacco un visto per entrare in Slovacchia e nell'area Schengen. D'altra parte, in quanto cittadini slovacchi, i residenti di Veľké Slemence potevano entrare a Mali Selmentsi e in Ucraina senza visto. Tuttavia, l'11 giugno 2017 la politica in materia di visti dello spazio Schengen è stata modificata. I cittadini ucraini in possesso di passaporti biometrici non necessitano più di un visto per entrare nell'area Schengen per un massimo di 90 giorni in un periodo di 180 giorni. Al momento, il confine tra le due Szelmence può essere attraversato solo da cittadini dell'UE, SEE, svizzeri e ucraini.
Le due parti hanno una popolazione totale quasi esclusivamente (più del 95%) di etnia ungherese, con pochi rom dentro e intorno ai villaggi.